# Ґрохова (Мазовецьке воєводство)
Ґрохова (пол. Grochowa) — село в Польщі, у гміні Пясечно Пясечинського повіту Мазовецького воєводства.
Населення — 131 особа (2011).
У 1975-1998 роках село належало до Варшавського воєводства.

## Демографія
Демографічна структура станом на 31 березня 2011 року:
|          | Загалом | Допрацездатний вік | Працездатний вік | Постпрацездатний вік |
| -------- | ------- | ------------------ | ---------------- | -------------------- |
| Чоловіки | 66      | 20                 | 39               | 7                    |
| Жінки    | 65      | 13                 | 40               | 12                   |
| Разом    | 131     | 33                 | 79               | 19                   |